# كمال درويش (اقتصادي تركي)
كمال درويش (التلفظ التركي: ‎[keˈmal deɾviʃ]‏؛ ولد في 10 يناير 1949) هو اقتصادي وسياسي تركي، ورئيس سابق لبرنامج الأمم المتحدة الإنمائي. وقد تم تكريمه من قبل حكومة اليابان لأنه «ساهم في تعميم سياسة المساعدة الإنمائية لليابان من خلال الأمم المتحدة». في عام 2005، حصل على المرتبة 67 في استطلاع أفضل 100 للمثقفين العامين أجرته مجلات بروسبكت و فورين بوليسي. وهو نائب الرئيس ومدير برنامج الاقتصاد العالمي والتنمية في معهد بروكينغز وأستاذ غير متفرغ في الاقتصاد الدولي في المعهد العالي للدراسات الدولية والإنمائية في جنيف.
في مارس 2015، وافق درويش ليصبح نائب رئيس وزراء تركيا عن الاقتصاد في حكومة بقيادة زعيم حزب الشعب الجمهوري كمال قلجدار أوغلي في حال شكـل الحزب الحكومة بعد الانتخابات العامة المقرر عقدها في يونيو حزيران. ورفض أن يصبح عضوًا في البرلمان، مشيرًا إلى أنه يفضل المشاركة في الحكومة من خارج البرلمان.

## المسار المهني

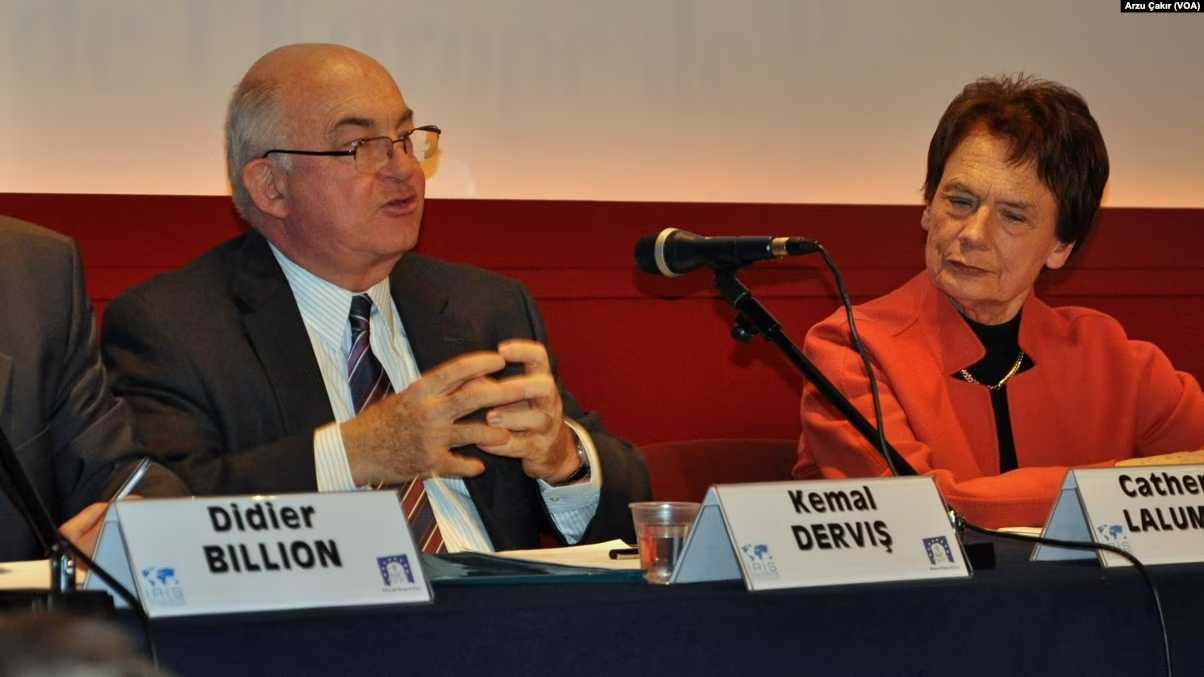
العربية: السياسي والاقتصادي التركي كمال درويش، إلى جانب السياسية الفرنسية كاترين لالوميير، خلال فعالية عامة (المكان والسنة غير محددين).

عين رئيس الوزراء التركي بولنت أجاويد درويش وزيرا للشؤون الاقتصادية والمالية، كان درويش مهندس تصميم برنامج الانتعاش الاقتصادي التركي الناجح الذي بدأ في عام 2001 لمدة ثلاث سنوات. قبل ترشيحه لرئاسة برنامج الأمم المتحدة الإنمائي (UNDP)، كان عضوًا في البرلمان التركي وعضوًا في اللجنة المشتركة للبرلمانات التركية والأوروبية. اعتاد أن يكون عضوا في اتفاقية مستقبل أوروبا.
أعلن ستروب تالبوت أن درويش انضم إلى مؤسسة بروكنغز في 30 مارس 2009 كنائب رئيس ومدير برنامج الاقتصاد العالمي والتنمية.
درويش متزوج من زوجته الثانية كاثرين درويش، وهي مواطنة أمريكية. وهو مؤلفة كتاب «التعافي من الأزمة والديمقراطية الاجتماعية المعاصرة»، الذي نُشر في عام 2006.

## وزيرا للشؤون الاقتصادية والمالية
عندما أصبح درويش وزيرًا للشؤون الاقتصادية في تركيا في مارس 2001، بعد 22 عامًا في البنك الدولي، كانت البلاد تواجه أسوأ أزمة اقتصادية في التاريخ الحديث وكانت آفاق النجاح غير مؤكدة. استخدم درويش استقلاله عن المصالح المكتسبة المحلية ودعم الإصلاحيين المحليين والمجتمع المدني للدفع ببرنامج استقرار قوي مع تغييرات هيكلية بعيدة المدى وإصلاحات مصرفية شاملة تحمي بنوك الدولة من الاستخدام السياسي. كما عزز درويش استقلالية البنك المركزي ودفع بإصلاحات هيكلية عميقة في الزراعة والطاقة وعملية الميزانية. وقد ساعدته هذه الإصلاحات وسمعته واتصالاته رفيعة المستوى في الولايات المتحدة وأوروبا، في حشد 20 مليار دولار من القروض الجديدة من صندوق النقد الدولي. استؤنف النمو الاقتصادي السريع في عام 2002 وانخفض التضخم من متوسط ما يقرب من 70 في المائة في التسعينات إلى 12 في المائة في عام 2003؛ انخفضت أسعار الفائدة واستقر سعر صرف الليرة التركية.
استقال درويش من منصبه الوزاري في 10 أغسطس 2002 وانتخب للبرلمان في 3 نوفمبر من ذلك العام كعضو في حزب الشعب الجمهوري المعارض الرئيسي.

## الحياة الشخصية
كمال درويش يتحدث التركية والألمانية والإنجليزية والفرنسية بطلاقة. وهو متزوج من كاثرين درويش، وهي مواطنة أمريكية.
وفقًا لتقارير صحفية، عندما كان لا يزال عازبًا ويعمل في البنك الدولي، كان لدى درويش علاقة مع امرأة متزوجة (لم يتم الكشف عن هويتها) ورد أنها بدأت العمل في وقت لاحق في صندوق النقد الدولي. وقد خمنت وسائل الإعلام هذا على أنه السبب المحتمل وراء قرار درويش، على الرغم من أن الكثيرين يعتبرونه الشخص المناسب للوظيفة، عدم الترشح لخلافة دومينيك شتراوس كان كمدير إداري لصندوق النقد الدولي، وهو منصب تم أخذه في نهاية المطاف من قبل كريستين لاغارد.

## الأوسمة
- وسام الشمس المشرقة، جراند كوردون (اليابان)، 2009.[4]
- وسام الاستحقاق المدني، الصليب الكبير (إسبانيا)، 2011.[14]

## أعمال مختارة
- Inequality in America: Facts, Trends and International Perspectives (بالإنجليزية). 2012. Archived from the original on 2016-03-14.
- A Better Globalization: Legitimacy, Governance and Reform (بالإنجليزية). 2008. Archived from the original on 2013-02-04.
- Recovery from the Crisis and Contemporary Social Democracy (بالإنجليزية). 2006.
- Dervis, Kemal; Page, John M. (1984). "Industrial Policy in Developing Countries". Journal of Comparative Economics (بالإنجليزية). (with John M. Page, Jr.). 8 (4): 436–451. DOI:10.1016/0147-5967(84)90040-4.

## وصلات خارجية
- وزارة الخارجية (اليابان)، «منح الخريف لأوسمة الرعايا الأجانب لعام 2009»، ص. 1.
- صفحة خبير Derviş في معهد Brookings
- السيرة الذاتية كمال درويش، مدير برنامج الأمم المتحدة الإنمائي
- بي بي سي لمحة عن كمال درويش
- Dervis مرات الظهور على سي-سبان